# Stjepan Čuić
Stjepan Čuić (Bukovica, Tomislavgrad, 1. travnja 1945.), hrvatski pripovjedač, romanopisac, esejist, pisac za djecu, novinar, prevoditelj s ruskoga jezika. 

## Životopis
Studirao jugoslavistiku i rusistiku na Filozofskom fakultetu u Zagrebu. Više godina radio kao lektor u Večernjem listu, a potom godinu dana u svojstvu lektora za hrvatski jezik na Sveučilištu u Bambergu (1989. – 90.). Kao profesionalni pisac, surađivao s vodećim hrvatskim listovima, u kojima je objavljivao komentare, polemike i političke oglede. 
Bio je glavni urednik omladinskog lista Tlo početkom 1970-ih.
Bio je predsjednik Društva hrvatskih književnika od 2005. do 2008., a dopredsjednik od 2003. do 2005. godine.

## Djela
- Iza bregova (pripovijetke, 1965.),
- Staljinova slika i druge priče (1971.),
- Tridesetogodišnje priče (1979.),
- Dnevnik po novom kalendaru (roman, 1980.),
- Tajnoviti ponor (roman za djecu, 1980.),
- Orden (roman, 1981.), Pripovijetke (izbor, 1985.),
- Abeceda licemjerja (publicistička proza, 1992.),
- Lule mira (politički eseji i komentari, 1994.)
- Presretač (priče, 1996.).
- Tumač vlasti (kolumne, 2008.)[3]
- Igra (priča, 2011.)
- Čuvar srpa i čekića (zbirka pripovijedaka, 2014.)

## Vanjske poveznice
- Razgovor sa Stjepanom Čuićem u Vijencu  Arhivirana inačica izvorne stranice od 25. ožujka 2009. (Wayback Machine), br. 392, 12. ožujka 2009., ISSN 1330-2787.